# Monoacylglycerol

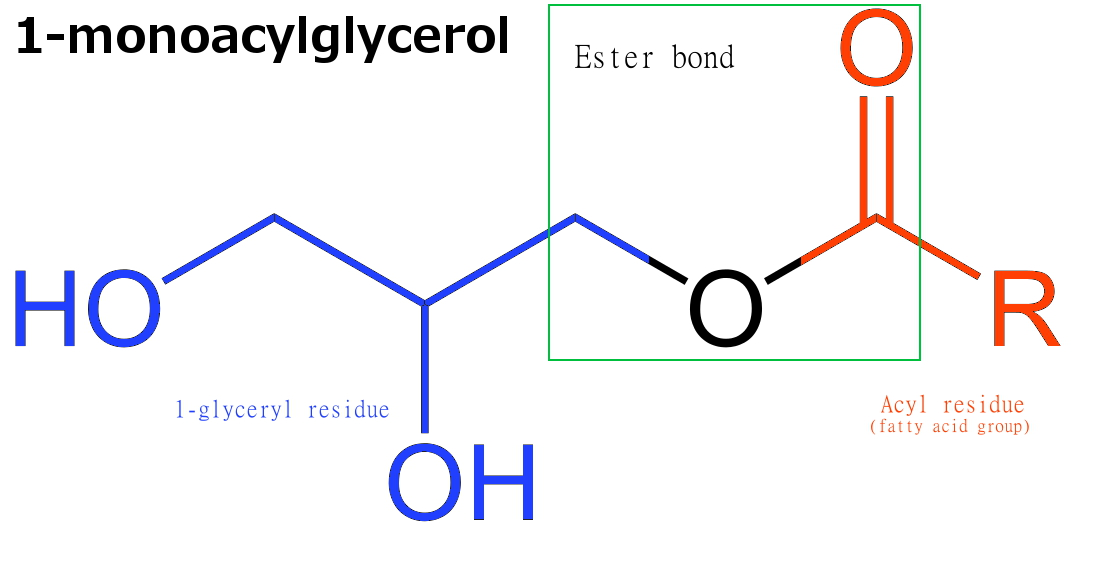
Molekulární struktura 1-monoacylglycerolu

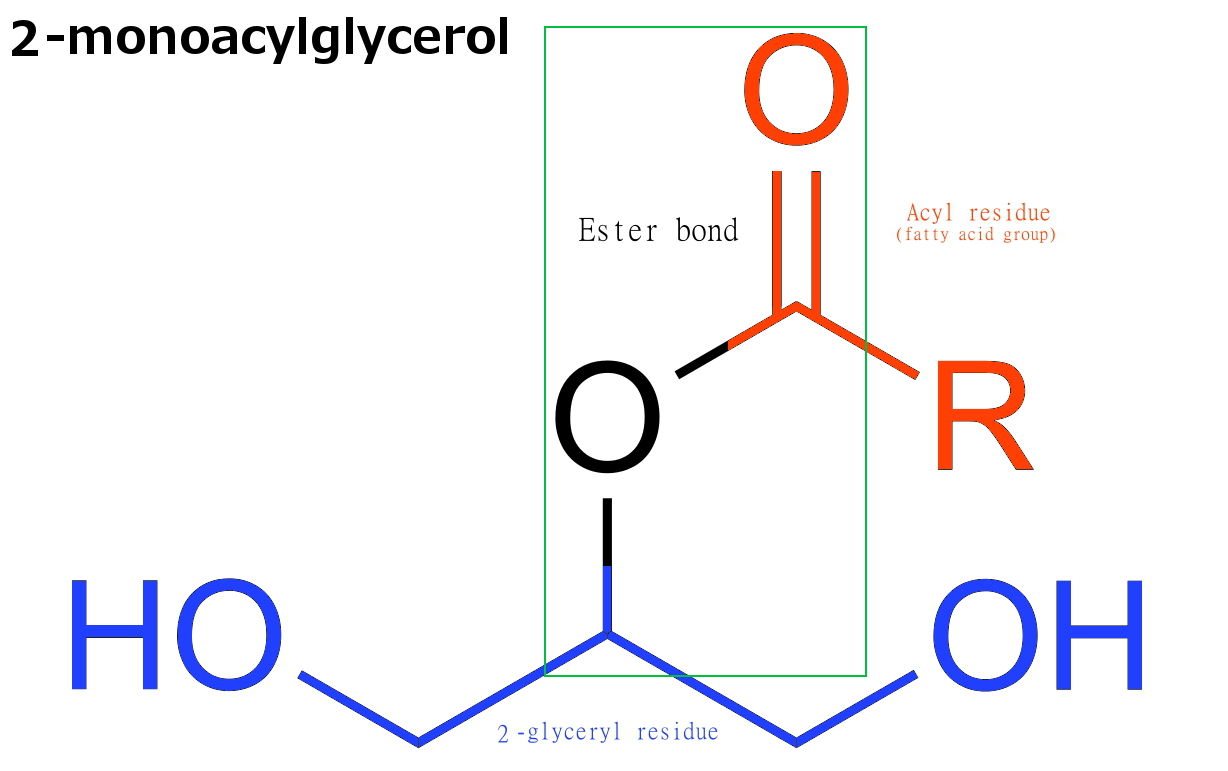
Molekulární struktura 2-monoacylglycerolu

Monoglyceridy (též monoacylglyceroly) jsou třídou glyceridů, které jsou tvořeny molekulou glycerolu spojenou s mastnou kyselinou prostřednictvím esterové vazby. Protože glycerol obsahuje primární i sekundární alkoholové skupiny, mohou vznikat dva různé typy monoglyceridů: 1-monoacylglyceroly, kde je mastná kyselina navázána na primární alkohol, nebo 2-monoacylglyceroly, kde je mastná kyselina navázána na sekundární alkohol.

## Syntéza
Monoglyceridy se vyrábějí biologicky i průmyslově. Přirozeně se vyskytují ve velmi nízkém množství (0,1 – 0,2 %) v některých semenných olejích, jako je olivový olej, řepkový olej a bavlníkový olej. Jsou biosyntetizovány enzymatickou hydrolýzou triglyceridů lipoproteinovou lipázou a enzymatickou hydrolýzou diglyceridů diacylglycerolovou lipázou; nebo jako meziprodukt při acylaci glycerolu za vzniku tuků. Některé monoglyceridy jsou farmakologicky aktivní (např. 2-oleoylglycerol či 2-arachidonoylglycerol).
Průmyslová výroba probíhá především glycerolýzou mezi triglyceridy a glycerolem. Komerčními surovinami pro výrobu monoglyceridů mohou být buď rostlinné oleje, nebo živočišné tuky.

## Využití
Monoglyceridy se používají především jako povrchově aktivní látky (tenzidy), obvykle ve formě emulgátorů. Spolu s diglyceridy se monoglyceridy běžně přidávají do komerčních potravinářských výrobků v malých množstvích jako „E471“, které pomáhají zabránit oddělování směsí olejů a vody. Hodnoty uváděné na výživových štítcích pro celkový obsah tuku, nasycených tuků a trans-tuků nezahrnují tuky obsažené v mono- a diglyceridech, protože tuky jsou definovány jako triglyceridy. Ty se často vyskytují také v pekařských výrobcích, nápojích, zmrzlině, žvýkačkách, šlehačkách, margarínech, pomazánkách a arašídovém másle a cukrovinkách. V pekařských výrobcích jsou monoglyceridy užitečné při zlepšování objemu a textury bochníku a jako látky zabraňující tvorbě pěny. Monoglyceridy se používají ke zvýšení fyzikální stability vůči krémování v mléčných nápojích.

## Příklady

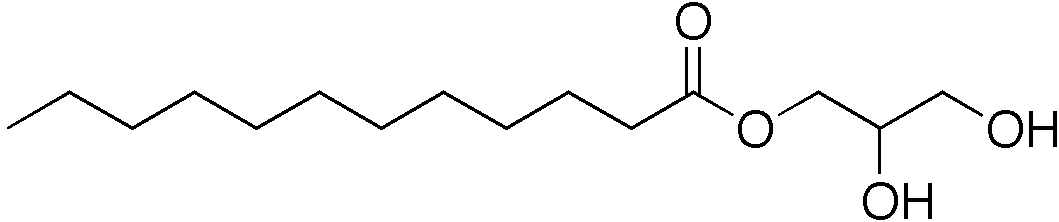
Monolaurin, běžně používaný v kosmetice a jako potravinářská přísada
Glycerol monostearát, používaný v potravinách jako zahušťovadlo, emulgátor a konzervační činidlo
Glyceryl hydroxystearát, který se nachází v řadě kosmetických přípravků a přípravků péče o pleť.